# Florian Maier (Stereograph)
Florian Maier (* 1978 in München) ist ein deutscher Stereograph sowie Gründer und Geschäftsführer von Stereotec.

## Leben
Maier wuchs in München auf. Neben einem Gaststudium an der Hochschule für Fernsehen und Film München studierte er von 2000 bis 2006 Medientechnologie an der TU Ilmenau.
Bereits Mitte der Neunziger begann Maier sich intensiv mit der Gestaltung von 3D-Filmen auseinanderzusetzen. Als Senior Stereographer war er für die dreidimensionale Gestaltung von Filmen wie Wickie auf großer Fahrt (Constantin Film / Rat Pack), Hänsel und Gretel: Hexenjäger (Paramount Pictures), Return of Viy (Russian Film Group), The Mystery of Dragon Seal (Russian Film Group), Hype Nation (Pandora) sowie Werbefilmen für Firmen wie Volkswagen, Red Bull oder Sony und zahlreichen Kurzfilmen verantwortlich. Als Supervisor des Stereotec-3D-Systems war er maßgeblich für die Entwicklung und Betreuung der 3D-Technik von Ang Lees in 120 fps 4K 3D gedrehtem Film Billy Lynn’s Long Halftime Walk (Sony Pictures) sowie Ang Lees Film Gemini Man (Paramount Pictures) verantwortlich. Darüber hinaus hält er Vorträge auf 3D-Filmfestivals und Symposien, wie denen des 3D Innovation Centers des Heinrich-Hertz-Instituts in Berlin und Workshops beispielsweise an der Hochschule für Film und Fernsehen „Konrad Wolf“ in Potsdam oder gemeinsam mit Alain Derobe an der European Film Academy. Zwischen 2012 und 2019 wurde Florian Maier neben anderen Preisen mit insgesamt 12 „Lumiere Awards for Outstanding Achievement“ von der International 3D Society in Hollywood ausgezeichnet. Am 15. Dezember 2022 hat er seine Dissertation zum Thema „Weiterentwicklung technischer Werkzeuge und Workflows für die native dreidimensionale Filmaufnahme“ abgeschlossen. Florian Maier ist Mitglied der European Film Academy.

## Preise (Auswahl)
- 2011: 3D Innovation-Award des forward2business-Kongress: „Bester 3D-Spielfilm des Jahres“ für „Wickie auf großer Fahrt“[5]
- 2012: Dimmy Award des Dimension 3 Festival: „Best 3D Feature“ für „Wickie auf großer Fahrt 3D“[20]
- 2012: 3D CREATIVE ARTS AWARD (Lumiere) for outstanding 3D achievements der International 3D Society (Europe Committee): „Best Live Action“ für „Wickie auf großer Fahrt“[21]
- 2012: 3D CREATIVE ARTS AWARDS (Lumiere) for outstanding 3D achievements der International 3D Society (Europe Committee): „Best Live Action Stereography“ für Florian Maier bei „Wickie auf großer Fahrt“[21]
- 2012: 3D CREATIVE ARTS AWARD (Lumiere) for outstanding 3D achievements der International 3D Society (Europe Committee): „Best Commercial“ für „Volkswagen: Flower Power“[21]
- 2013: 3D CREATIVE ARTS AWARD (Lumiere) for outstanding 3D achievements der International 3D Society in Hollywood: „International Jury Price Europe“ für „Wickie auf großer Fahrt“[22]
- 2013: 3D CREATIVE ARTS AWARD (Lumiere) for outstanding 3D achievements der International 3D Society in Hollywood: „Best Commercial“ für „Volkswagen: Flower Power“[22]
- 2013: 3D image festival ŁÓDŹ: „Best 3D Feature“ für „Wickie auf großer Fahrt“[29]
- 2013: 3D image festival ŁÓDŹ: „Special Artistic Director’s Award“ für „Bloodrop“[30]
- 2013: 3D Stereo Media – International 3D Festival: „Special Prize of the Jury“ für „Bloodrop“[31]
- 2013: 3D CREATIVE ARTS AWARD (Lumiere) for outstanding 3D achievements der International 3D Society (Europe Committee): „Best Live Action“ für „Hänsel und Gretel: Hexenjäger“[32]
- 2014: 3D CREATIVE ARTS AWARDS (Lumiere) for outstanding 3D achievements der International 3D Society (Europe Committee): „Best Short Live Action“ für „Call her Lotte“[33]
- 2014: 3D CREATIVE ARTS AWARD (Lumiere) for outstanding 3D achievements der International 3D Society in Hollywood : „Best Short Live Action“ für „Call her Lotte“[34]
- 2014: Shortz! Film Festival in California 1st Place Audience Choice and 3rd Place Jury Choice for „Call her Lotte“[35]
- 2015: 3D CREATIVE ARTS AWARD (Lumiere) for outstanding 3D achievements der International 3D Society (Europe Committee): „Best Commercial“ für „Shwabe – Lighthouse“[36]
- 2016: 3D CREATIVE ARTS AWARD (Lumiere) for outstanding 3D achievements der International 3D Society in Hollywood: „Best Commercial“ für „Shwabe – Lighthouse“[37]
- 2016: 3D CREATIVE ARTS AWARD (Lumiere) for outstanding 3D achievements der International 3D Society (Europe Committee): „Best Commercial“ für „Environment – Arcelik“[38]
- 2019: 3D CREATIVE ARTS AWARD (Lumiere) for outstanding 3D achievements der International 3D Society (Europe Committee): „Best 3D“ für „The Mystery of Dragon Seal“[39]

## Filmografie (Auswahl)
- 2011: Wickie auf großer Fahrt[40]
- 2011: Blooddrop[41]
- 2013: Hänsel und Gretel: Hexenjäger[42]
- 2014: Return of Viy[43]
- 2014: Sie heißt jetzt Lotte[44][45]
- 2014: Hype Nation 3D[46]
- 2016: The Iron Mask – The Mystery of Dragon Seal[47]
- 2016: Billy Lynn’s Long Halftime Walk[48][49]
- 2018: Gemini Man[50]
- 2018: The Heart of the World: Baikal 3D[51]
- 2019: The Big Jump[52]
- 2022: Dune: Part Two[53]
- 2023: True Detective – Night Country[54]
- 2023: Re-Verb[55]